# Distributividade
Distributividade é uma propriedade de duas operações binárias, em que a ordem em que as operações são efetuadas pode, de certa forma, ser trocada.

## Definição
Dado um conjunto qualquer S e duas operações binárias f e g, dizemos que f é distributiva à esquerda de g se:
{\displaystyle f(x,g(y,z))=g(f(x,y),f(x,z))\ \forall \ x,y,z\in S}
Analogamente, f é distributiva à direita de g se:
{\displaystyle f(g(x,y),z)=g(f(x,z),f(y,z))\ \forall \ x,y,z\in S}
Essas definições ficam mais naturais ao se usar a notação usual para f (produto, *) e g (soma, +):
{\displaystyle x*(y+z)=(x*y)+(x*z)\ \forall \ x,y,z\in S}
{\displaystyle (x+y)*z=(x*z)+(y*z)\ \forall \ x,y,z\in S}
Quando f é distributiva à esquerda e à direita em relação a g, diz-se simplesmente que f é distributiva em relação a g.

## Exemplos
Os exemplos mais comuns são:
- A multiplicação de números naturais, racionais, reais e complexos é distributiva em relação à adição e à subtração.
- A divisão de números naturais, racionais, reais e complexos é distributiva à direita em relação à adição e à subtração (mas não à esquerda).
- A união de conjuntos é distributiva em relação à interseção de conjuntos. Analogamente, a interseção é distributiva em relação à união.
- A potenciação é distributiva à direita, mas não à esquerda, em relação à multiplicação e à divisão (quando estas fazem sentido e definem um único resultado, por exemplo, quando restritas aos números reais positivos). De fato, {\displaystyle (xy)^{z}=(x^{z})(y^{z})\,} mas {\displaystyle x^{(yz)}=(x^{y})(x^{z})\,} apenas em casos especiais (quando x = 1 ou y + z = y z). Note-se que pelo fato da potenciação entre números complexos ser definida ou como uma função multivariada ou escolhendo-se um corte arbitrário neles, a potenciação entre números complexos não é distributiva em relação à multiplicação: {\displaystyle ((-1)(-4))^{(1/2)}\neq (-1)^{(1/2)}\ (-4)^{(1/2)}\,}